# Friedinger See
Der Friedinger See ist ein durch Kiesabbau der Firma Meichle und Mohr seit 2009 im Südosten der Gemarkung Friedingen, einem Stadtteil von Singen im Landkreis Konstanz, entstandener See. Er wird einmal der zweitgrößte im Landkreis und der viertgrößte in Baden-Württemberg sein. Der größte Schwimmbagger in Deutschland sorgt in Phase 1 (bis 31. Dezember 2024) für eine Tiefe von 60 m und eine Fläche von 20,6 ha. Im Endausbau soll dieser See einmal 112 ha groß werden.
In Phase 2 soll der Baggersee um eine Fläche von 17,57 ha in Richtung Nordwesten erweitert werden. Daraus ergibt sich eine Gesamtfläche des Sees von 36,04 ha. Mit einer Tiefe von 62,0 m wird der See, abgesehen vom Obersee, der tiefste See in Baden-Württemberg.